# Serafino Mazzarocchi
Serafino Mazzarocchi  (Olasz Királyság, Montegranaro, 1890. február 7. – Olaszország, Bologna, 1961. április 21.) olimpiai bajnok olasz tornász.
Részt vett az 1912. évi nyári olimpiai játékokon Stockholmban. Két torna versenyszámban indult. Csapatverseny meghatározott szereken és egyéni összetettben. Csapatban olimpiai bajnok, míg egyéniben bronzérmes lett.
Klubcsapata a Reale Società Ginnastica Torino volt.